# Lanzarote Pessanha
Lanzarote Pessanha (* 14. Jahrhundert; † 1384 in Beja, Portugal), auch bekannt als Lanzarote Pessanha I,  war Oberbefehlshaber der portugiesischen Flotte und als solcher hatte er den Rang eines Admirals.  Es ist nicht bekannt, wo Admiral Pessanha geboren ist.

## Biografie
Er war der Sohn von Manuel Pessanha, der 1. Admiral der Kriegsflotte Portugals, und Leonor Afonso. Er gehörte der Familie Pessanha an, einer Seemannsfamilie genuesischen Ursprungs, die 1317 die Kriegsflotte Portugals im königlichen Auftrag gründete und bis 1453 größtenteils diesen Rang in der portugiesischen Flotte innehatte. Lanzarote Pessanha wurde 1356 Admiral der portugiesischen Flotte. Er wurde so seit der Entstehung der Kriegsflotte Portugals der vierte Admiral in dieser Flotte.
Im Laufe des Krieges der beiden Peter (1356–1375) war Portugal ein Verbündeter Peters I und als solcher half Lanzarote Pessanha 1358 als Admiral die Kastilier mit einer Flotte bei ihrem Versuch, Barcelona von See aus zu erobern. Dieser Versuch scheiterte. Während des Ersten Ferdinandinischen Krieges (1369–1371) blockierte er mit der portugiesischen Flotte den wichtigsten Hafen Kastiliens, Sevilla (1369–1370), wobei er dafür die Unterstützung von Genua erlangte. Er musste aber die erfolgreiche Blockade aufheben, weil der Skorbut mit der Zeit seine Flotte dezimierte. Diese Dezimierung ermöglichte es, um genauer zu sein, Ambrosio Boccanegra diese Blockade mit Hilfe der kastilischen Flotte problemlos aufzuheben, ohne dass Pessanha später nach diesem Ereignis etwas dagegen tun konnte, was ihn zwang mit der übriggebliebenen Flotte nach Hause zu segeln. Während des Zweiten Ferdinandinischen Krieges (1372–1373) musste Admiral Pessanha sich der kastilischen Flotte unter dem Kommando von Ambrosio Boccanegra vor Lissabon stellen. In der darauffolgenden Seeschlacht wurde seine Flotte dort wegen seiner zögerlichen Haltung entscheidend geschlagen, was zum Ende des Krieges und zur Niederlage Portugals im Krieg führte.
Aufgrund seiner Haltung in der Seeschlacht wurde Lanzarote Pessanha nach dem Krieg, nachdem er vorübergehend Geisel Heinrichs II. war als Garantie für die Durchsetzung des Friedens von Seiten Ferdinands I von Portugal, von seinem Posten enthoben und ins Exil geschickt. Sein Nachfolger wurde Juan Alfonso Tello. Nach der vernichtenden Niederlage seines Nachfolgers in der Seeschlacht vor Saltés (1381) während des Dritten Ferdinandnischen Krieges (1381–1382), in der er gefangen genommen wurde, wurde Pessanha jedoch wieder, wenn auch langsam, rehabilitiert (1381–1383) und Alfonso Tello musste nach dem Krieg nach seiner Rückkehr von der Gefangenschaft zu seinen Gunsten wegen seiner Niederlage in der Seeschlacht abtreten.
Während der Portugiesischen Revolution von 1383 stellte sich Lanzarote Pessanha in Beja auf der Seite von Kastilien. Er wurde deshalb dort von Anhängern von Johann von Avis im Jahr 1384 brutal ermordet. Sein Sohn, Manuel Pessanha, auch bekannt als Manuel Pessanha II, wurde sein Nachfolger als Oberbefehlshaber (Admiral) der portugiesischen Flotte.
Admiral Lanzarote Pessanha war verheiratet mit Catarina Vaz und hatte mit ihr 3 Söhne und eine Tochter. Zwei seiner Söhne, Manuel und Carlos, die er mit ihr hatte, wurden auch Admiräle. Er hatte auch eine Beziehung mit Aldonza Mateus und mit ihr hatte er einen weiteren Sohn.